# قورس مهرج
قورس مهرج (الاسم العلمي: Coris aygula) (بالإنجليزية: clown coris)‏ هو نوع من الأسماك يتبع جنس القورس من الفصيلة اللبروسية.